# (1912) Anubis
(1912) Anubis (6534 P-L) – planetoida z pasa głównego asteroid okrążająca Słońce w ciągu 4,95 lat w średniej odległości 2,9 j.a. Odkryta 24 września 1960 roku.